# Okolo jižních Čech 2025
12. ročník etapového cyklistického závodu Okolo jižních Čech se bude konat mezi 4. a 7. zářím 2025 v Česku.
Závod bude součástí UCI Europe Tour 2025 na úrovni 2.2.  

## Trasa a etapy
| Etapa         | Datum   | Trasa                            | Vzdálenost | Typ | Typ | Vítěz |
| ------------- | ------- | -------------------------------- | ---------- | --- | --- | ----- |
| 1             | 4. září | Třeboň – Jemnice                 | 169 km     |     |     |       |
| 2             | 5. září | Nové Hrady – Studená             | 167 km     |     |     |       |
| 3             | 6. září | Český Krumlov – Horská Kvilda    | 130 km     |     |     |       |
| 4             | 7. září | Trhové Sviny – Jindřichův Hradec | 155 km     |     |     |       |
| Celková délka |         |                                  |            |     |     |       |